# Suchinda Kraprayoon
Suchinda Kraprayoon. (Nakhon Pathom, 6 de agosto de 1933 - Bangkok,  10 de junio de 2025) fue un militar tailandés que fue primer ministro desde el 7 de abril hasta el 24 de mayo de 1992.

## Biografía
Comenzó los estudios de medicina en la Universidad de Chulalongkorn que abandonó un año más tarde para ingresar en la Real Academia Militar de Chulachomklao. Completó sus estudios militares en Estados Unidos y regresó a Tailandia en 1953 donde se integró en el Real Ejército Tailandés. Desde 1958 siguió de ascenso en ascenso hasta llegar a Comandante en Jefe del Estado Mayor del Comando Supremo del Ejército el 1 de octubre de 1991.
Lideró, junto a Sunthorn Kongsompong, el golpe de Estado que el derrocó al primer ministro Chatichai Choonhavan el 23 de febrero de 1992. En las elecciones del 22 de marzo siguiente, una coalición de cinco partidos ofreció el puesto de líder del ejecutivo a Krapayoon. Durante las protestas del llamado Mayo Negro donde murieron 300 manifestantes al ser tiroteados por los soldados, Krapayyon se vio forzado a dimitir.